# Acid picric
Axit Picric (công thức phân tử: C6H3N3O7, công thức cấu tạo: C6H2(NO2)3OH) là một hợp chất hóa học thường được biết đến với cái tên 2,4,6-trinitrophenol. Nó có dạng tinh thể màu vàng và là một trong những hợp chất có tính axit mạnh nhất của phenol. Như các hợp chất chứa nhiều nitrat khác (TNT), axit picric là một chất nổ. Tên của axit picric bắt nguồn từ tiếng Hy Lạp πικρος-có nghĩa là đắng, để diễn tả vị đắng của nó.

## Lịch sử
Axit picric được đề cập lần đầu tiên trong một bản viết tay về giả kim thuật của Jonann Rudolf Glauber năm 1742. Lúc đầu nó được tạo ra bằng cách nitrat hóa một số chất như sừng động vật, lụa, cây chàm và nhựa tự nhiên. Sự tổng hợp từ phenol và công thức phân tử chính xác của nó được hoàn thành vào năm 1841. Tới tận năm 1830 các nhà hóa học mới nghĩ tới việc sử dụng axit picric như một chất nổ. Trước đó họ cứ tưởng chỉ có muối của axit picric là chất nổ, không phải chính axit. Vào năm 1873 Hermann Sprengel chứng minh nó có thể nổ được và năm 1894 những người công nhân Nga đã tìm ra phương pháp dùng nó để sản xuất đạn pháo. Ngay sau đó, phần lớn quân lực sử dụng axit picric như thuốc nổ mạnh chính. Tuy nhiên, đạn pháo nhồi axit picric trở nên rất không bền khi chất này ăn mòn vỏ bom tạo ra picrate kim loại, vốn kém bền hơn phenol nguyên mẫu. Tính nhạy của axit picric được biểu thị qua vụ nổ Halifax (Halifax Explosion). Vào thế kỷ 20 phần lớn việc sử dụng axit picric được thay thế bằng TNT. Axit picric vẫn còn được sử dụng trong việc phân tích hóa học của kim loại, mỏ và khoáng chất.
Vào năm 1885, dựa trên những nghiên cứu của Hermann Sprengel, nhà hóa học người Pháp Eugene Turpin đăng ký sáng chế sử dụng axit picric nén và đúc để chế tạo bộc phá vào đạn pháo. Năm 1887, chính phủ Pháp sử dụng nó với cái tên melinite với việc thêm vào thuốc súng bông. Từ 1888, nước Anh bắt đầu sản xuất một hỗn hợp tương tự ở Lydd, Kent với tên lyddite. Nhật Bản tiếp theo đó với một công thức cải tiến tên schimose. Vào 1889, một hợp chất tương tự nữa là hỗn hợp của amoni cresylate với trinitrocresol (hay một muối của amoni với trinitrocresol) được sản xuất dưới cái tên ecrasite.

## Tổng hợp
Axit Picric có thể được tổng hợp bằng cách nitrate hóa phenol, benzene (trong phản ứng Wolfenstein-Boters), hay ngay cả axit acetylsalicylic (aspirin).

## Ứng dụng
Axit picric được ứng dụng nhiều nhất trong vũ khí và đạn dược, như đã được đề cập ở trên.
Trong thao tác với kính hiển vi, picric được sử dụng như một chất phản ứng để nhuộm mẫu vật, ví dụ như nhuộm Gram. Nó cũng có một số sử dụng trong hóa hữu cơ nhằm tạo thành muối kết tinh của base hữu cơ (picrate) cho việc nhận dạng và xác định tính chất.
Bouin's picro-formol là một phương pháp bảo quản cho tiêu bản sinh học.
Kiểm tra ma túy còn sử dụng axit picric để phát hiện creatinine bằng phản ứng Jaffe. Nó tạo thành một hỗn hợp màu phức tạp có thể đo bằng quang phổ kế.
Ít thông dụng hơn, axit picric ẩm còn được dùng cho việc nhuộm da hay việc đóng dấu tạm thời. Nó phản ứng với protein của da tạo ra màu nâu tối và có thể tồn tại gần một tháng.
Đầu thế kỷ 20, axit picric được ngành dược phẩm sử dụng như chất diệt khuẩn và cách chữa cho phỏng, sốt rét, mụn giộp, đậu mùa.

## Tính an toàn
Những phương pháp an toàn hiện nay khuyến cáo nên lưu trữ axit picric ẩm. Khi axit picric khan, nó khá nhạy với sốc và ma sát. Do đó các phòng thí nghiệm thường lưu trữ nó trong lọ dưới một lớp nước và khiến nó an toàn hơn. Một yêu cầu nữa là phải dùng lọ nhựa hoặc thủy tinh vì axit picric có thể tạo thành muối picrate với kim loại, vốn nhạy và nguy hiểm hơn chính axit. Trong một tai nạn năm 2007, một số nhân công dược ở Comlumbus, Wisconsin đã tìm thấy một chiếc lọ đựng hai ounce một loại chất lỏng, đáng lẽ phải được giải quyết bởi đội xử lý bom mìn.

## Bên lề
Axit picric được biết tới như một thứ chất nổ rất dễ chế biến tại gia. Việc tổng hợp nó chỉ yêu cầu các hóa chất có thể mua được dễ dàng ở các cửa hàng hay nhà thuốc tây, mặc dù đã có rất nhiều người bị thương hoặc tử vong trong quá trình chế biến. Bên cạnh nguy cơ nổ, chất khí cực độc NO2 còn có thể được tạo thành trong quá trình chế biến.